# 園部町大河内
園部町大河内（そのべちょうおおかわち）は、京都府南丹市の地名。以前は、船井郡園部町大河内（2006年（平成18年）1月1日以前）、船井郡西本梅村大河内（1955年（昭和30年）以前）などと呼ばれていた。

## 地理
大河内は、南丹市の南西部にある西本梅地区に位置する。南辺には700m前後の山が連なり、北に行くにつれて低くなる。園部川に沿って集落を成すほか、榎と垣内（杉ヶ沢）にも小集落がある。

### 大河内の小字
南丹市が公示している園部町大河内の小字は次の通りである。
- アシダコヤ
- 雨ケ谷（あめがだに）
- 入ノ口（いりのくち）
- 上ノ山（うえのやま）
- ウト谷（うとだに）
- 浦田（うらた）
- 浦山（うらやま）
- ウルシ原（うるしばら）
- 榎（えのき）
- 大タワ（おおたわ）
- 岡（おか）
- 奥野々（おくのの）
- 遅野（おその）
- 小田仮（おだかり）
- 垣内（かいち）
- 上大水無（かみおおみずなし）
- 萱刈谷（かやがりだに）
- 河内ケ芝（かわちがしば）
- 川向（かわむかい）
- 北ノ上（きたのうえ）
- 北ヘラ（きたへら）
- グミノ木（ぐみのき）
- 小ガマ（こがま）
- 小米阪（こごめざか）
- 下大水無（しもおおみずなし）
- 高見（たかみ）
- 戸江ノ下（とえのした）
- 中ノ渉リ（なかのわたり）
- 西垣内（にしかいち）
- ノロ
- 東（ひがし）
- 日向（ひなた）
- 桧尾（ひのきお）
- 氷畑（ひばた）
- ヒヤシ
- 広谷（ひろたに）
- 深田（ふかた）
- 二ツ石（ふたついし）
- 間谷（まだに）
- 溝ノ上（みぞのうえ）
- 南垣内（みなみかいち）
- 宮間口（みやまぐち）
- モミノ木原（もみのきはら）
- 矢所（やどころ）
- ユリノ下（ゆりのした）
- ヨコヲ
- 脇谷（わきだに）

### 山
大河内周囲にある深山（約791m）、剣尾山（784ｍ）、半国山（774ｍ）などの山は花崗岩、流紋岩、溶結凝灰岩などの岩石で構成されている。
- 深山（みやま）

大阪府豊能郡能勢町との境界に位置する山。標高790.5m。山頂には、深山レーダー雨量観測所と深山神社（深山宮）の鳥居があり、石塚が祀られている。
- 掃雲峰（天狗山）
天狗岩がある山。標高723m。

### 河川

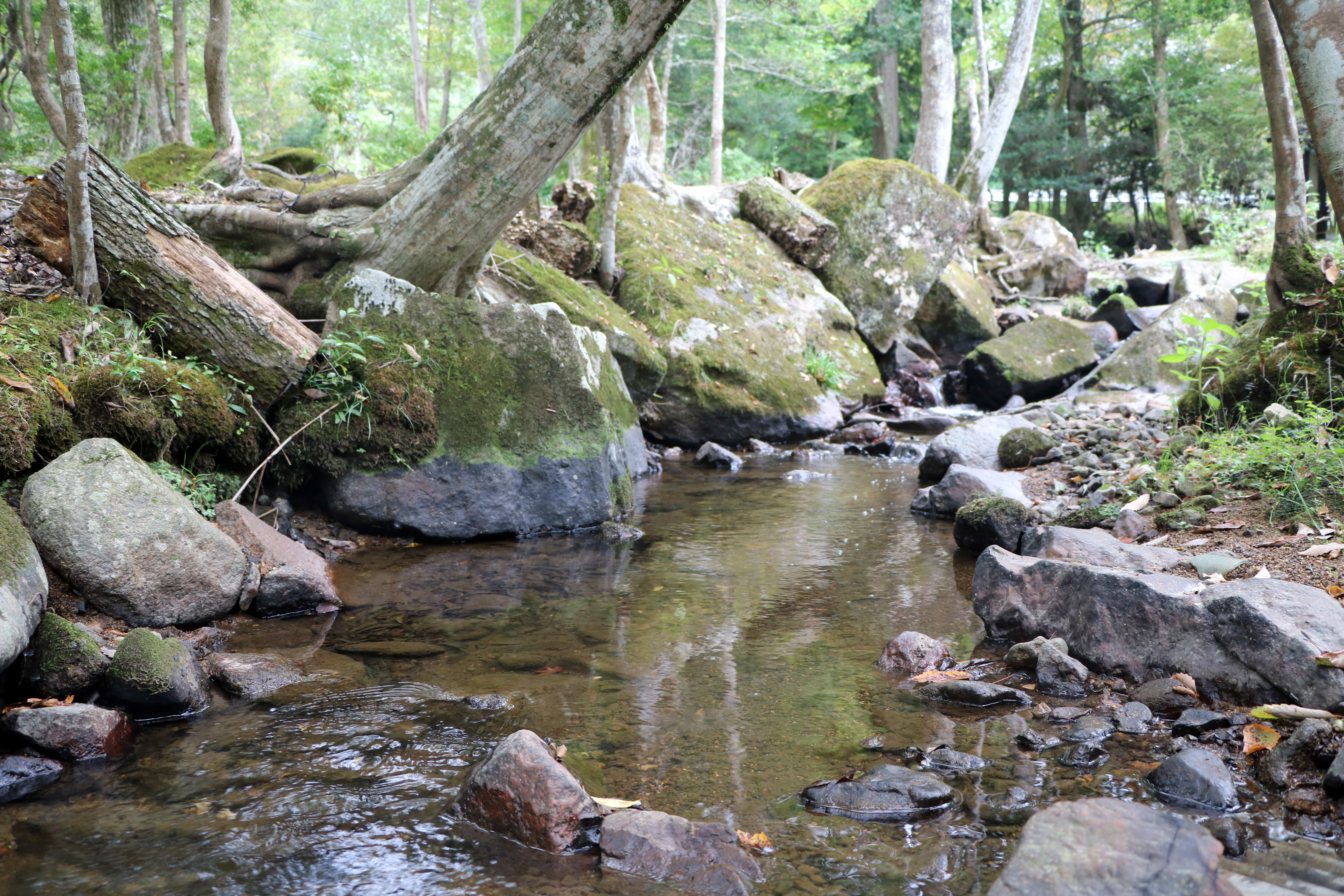
ノロ川。園部町大河内のるり渓の別荘地内を流れる。

- 園部川
桂川の支流。一級河川の起点は大河内氷畑。南西部境の深山（みやま）山麓に発し、大河内地区で通天湖（ダム湖）を成し、そこからおよそ園部町法京までの区間はるり渓と称される渓谷となっている。大河内から天引の区間は天引川とも呼ばれている[11]。
  - ノロ川

ノロ川は杉ヶ沢を流れる園部川の支流。淀川水系三次支流の準用河川。

### 谷・沢
- 神明谷 –
- 脇谷（わきだに） – 半国山へ向かう谷に付けれた名称[12]
- 脇谷（わきだに） – 園部町天引の八坂から上ったところで出る大河内北側の谷に付けれた名称[12]
- 栗木沢 – 大河内南東側の谷に付けれた名称。南に杉ヶ沢[12]
- 杉ヶ沢（すぎがさわ） – 大河内南東側の谷に付けれた名称。北に栗木沢[12]

### 沼湖

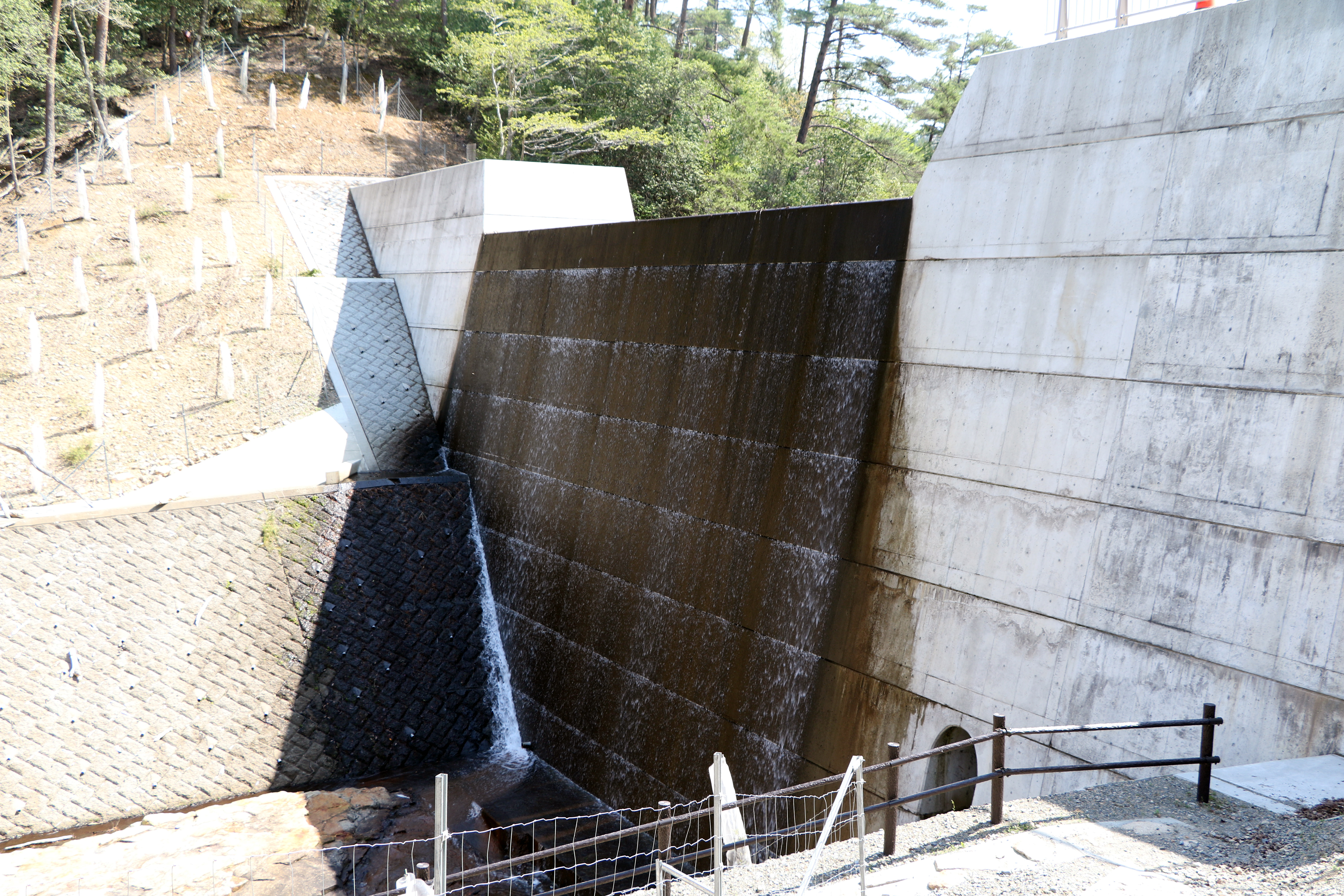
通天湖の堰堤。高さ12.5m。

- 通天湖（別名：るり湖）

1942年（昭和17年）に地元民の要望により、洪水抑止のために作られた砂防堰堤の人工湖。

### 瑠璃渓
瑠璃渓（琉璃渓。るり渓）は標高340m～530mほどの起伏の山地にできた渓谷で、その渓谷・滝および滝壷は、国指定名勝や、環境庁（選定当時。現在の環境省）の残したい日本の音風景100選、京都府レッドデータブックの要継続保護カテゴリーになっている。
「瑠璃」とは、紫色をおびた紺色の宝石のこと。もとは滑石（なめらせき）と称されていたが、1905年（明治38年）に船井郡長の三宅武彦（三宅樅陰）と西本梅村埴生小学校長の竹内源太郎がこの地で遊び、その景色の美しさに感動した三宅が改めて「琉璃渓」と命名した。琉璃渓に魅了された竹内は「るり狂」と呼ばれ、名勝指定に向けた国の調査にも協力した。その後、来遊した知名士が滝や岩を十二勝として命名した。1907年（明治40年）6月にるり渓を訪れた文人画家の富岡鉄斎（71歳）が次の漢詩を詠んでいる。
```
“千尺蒼巌周囲　一条懸水向天飛　幾回欲写無成功　恰入宝山空手帰
[
16
]
”
```

延長約4kmの渓谷は、後期白亜紀の有馬層群を削って形成された。瑠璃渓層といわれる岩石は、約7,000～8,000万年前頃の凝灰質泥岩、流紋岩質凝灰岩、流紋岩質溶結凝灰岩などの火山噴出物が約1,500mの厚さに堆積した陸上の酸性火成活動によるものである。
渓谷には中生代白亜紀に噴出した火砕流や、その後の河川の侵食により形成された酸性火砕岩の奇岩が点在して露出している。珍しい岩石としては、火山豆石凝灰岩が見つかっている。ほかに双龍渕のあたりで、湖底に堆積したことを示す縞模様のある凝灰岩や直径1mm程度の赤色のザクロ石を含む凝灰岩も見つかっている。

#### るり渓十二勝

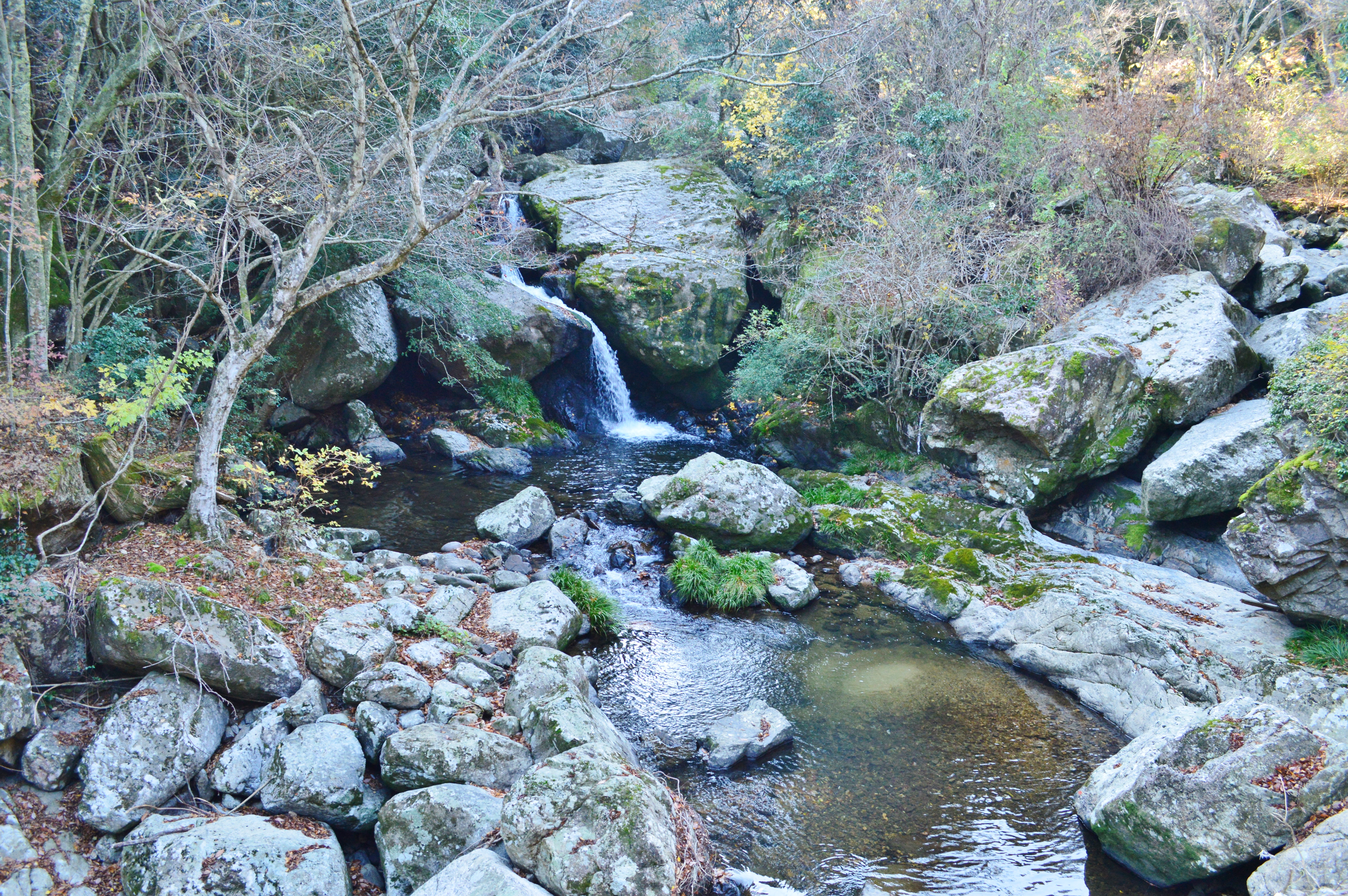
るり渓の名勝「鳴瀑」。

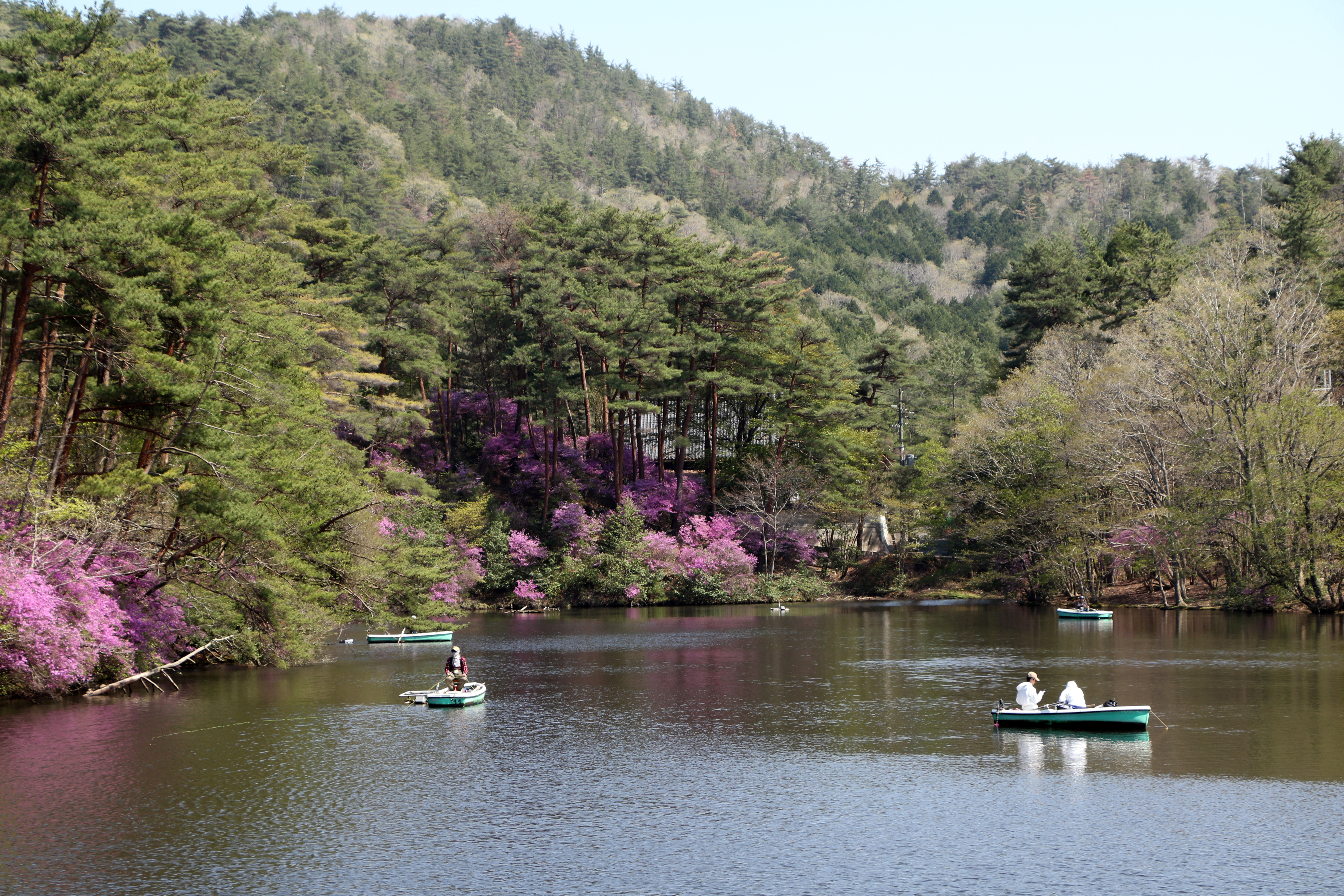
るり渓の名勝「通天湖」。2025年4月26日撮影。

- 1 鳴漠（めいばく）
るり渓内の園部川にある滝。滝の裏が空洞になり、音がすることから名づけられた。雨乞いとして地蔵尊をくくり滝壺に沈めたという古事が残っている[10]。
- 2 掃雲峰（そううんぼう）
掃雲峰、別名天狗山はるり渓温泉の北西にある標高723mの山。深山（790.5m）に続く峰々の一つ。雲にそびえる高い峰の意味で、第23代内閣総理大臣清浦奎吾が昭和初期に探勝した際に命名したと言われている[16]。山頂に向かう途中に、掃雲の滝や天狗岩がある。
  - 天狗岩
掃雲峰の標高682mにある岩は、天狗の鼻のように斜め上に突き出ている形状から天狗岩ともいわれ、天狗がこの岩で休んだとの言い伝えもある。昭和初期まで、旱魃（かんばつ）の年は天狗岩の上で柴を焚いて雨乞いをしていた[10]。
- 3 錦繍巌（きんしゅうがん）
るり渓内の園部川にある岩。紅葉が絹の縫い取りをしたように見えるという意味で名付けられた。
- 4 座禅石（ざぜんせき）
るり渓内の園部川にある岩。幅6m、高さ2m、奥行き2mの平らな形状をしている。1630年頃、一絲和尚（仏頂国師）がこの岩の上で座禅したといわれている。
- 5 蝶棟泉（たいとうせん）
るり渓内の園部川にある滝。滝の水しぶきで虹ができる泉という意味で名付けられた。
- 6 渇蚪潤（かっきゅうかん）
るり渓内の園部川にある沢。龍の水飲み場という意味で名付けられた。
- 7 双龍淵（そうりゅうえん）
るり渓内の園部川にある滝。落差3ｍ。滝型式は分流瀑[17]。雄と雌の龍が水中に泳いでいる深い淵という意味で名付けられた。「なたふち」とも呼ばれ、 白いうなぎがナタを吸い込んだという伝説がある[10]。
- 8 玉走盤（ぎょくそうばん）
るり渓内の園部川にあるポイント。岩の上を流れる水が、盤上を転がる玉のようであることから名付けられた[10]。
- 9 水晶廉 （すいしょうれん）
るり渓内の園部川にある滝。落差6m。滝型式は分岐瀑[18]。滝の流れが、水晶のすだれがかかっているようであることから名付けられた[10]。
- 10 爛柯石（らんかせき）
るり渓にある木の枝でつくった手すりのような岩[10]。木で作った斧の持ち手(柯)のように見えることから名付けられた[16]。「爛柯」とは、人が打つ碁を見ているうちに斧の柯（え）が爛（くさ）ってしまうほどの時が経ってしまっていたという故事にちなみ、囲碁の別称ともされている。
- 11 会仙巌（かいせんがん）
るり渓内の園部川にある、仙人が集まって盃を流して楽しんだと伝わる場所[10]。
- 12 通天湖（つうてんこ）
るり渓にある2つの谷の合流点に造られたダム湖。天にも届かんばかりの高いところにある湖という意味で名付けられた。「るり湖」ともいう[10]。管理釣り場になっている。

#### その他
るり渓十二勝を除く名所は、下流から順に次の通りである。
- 天女洞（てんにょどう）
鳴瀑（めいばく）の向かって右側に天女洞と呼ばれる洞窟がある[16]。水音がこの洞窟に反響することから鳴瀑と名付けられた。
- 千秋潭（せんしゅうたん）
両岸の紅葉が水面に映り、また落ち葉が一面に敷いたようになることから千秋潭と呼ばれる淵。
- 快刀巌（かいとうがん）
刀で割ったような割れ目に松の木が生えてる岩。
- 巨盆巌（きょぼんがん）
お盆のような平らな巌（巨岩）。
- 龍軻潭（りゅうかたん）
龍が歌っているという意味で名付けられた深い淵。
- 沈虎潭（ちんこたん）
虎のように見える大きな岩のある淵。低い姿勢で獲物を狙う虎のように見える[16]。
- 高臥石（こうがいし）
寝床のような平らな岩。
- 暢申澗（ちょうしんかん）
本流に懸かる段瀑[21]。のびやかなせせらぎという意味で暢申澗と名付けられた。
- 弾琴泉（だんきんせん）
広いせせらぎの至るところに突き出た石が、たくさんの滝をつくり、さながら琴を弾いているような様子に見えることから弾琴泉と名付けられた場所。
- 玉裳灘（ぎょくしょうたん）
美しい衣のような浅瀬であることから玉裳灘と名付けられた場所。
- 宝亀巌（ほうきがん）
頭をもたげた亀のような形をした岩。
- 天鼓湍（てんこたん）
美しい音色をたてる鼓のようなことから天鼓湍と名付けられた早瀬。
- 浣紗瀬（かんさせ）
平らで大きな岩が並ぶ浅瀬。水が流れ落ちて小さな滝をつくっている様子が、うす絹を洗いすすいでいるように見えることから、浣紗瀬と呼ばれている。
- 碁顛石（ごてんせき）
碁盤のような正方形な姿をした石。
- 濯錦汀（たくきんてい）
水が波立たないような静かな水ぎわであることから名付けられた場所。
- 千幻瀑（せんげんばく）
落差5mの斜瀑[22]。階段状になった大きな岩を流れ落ちる飛瀑[16]。

## 気候
るり渓高原温泉地でのデータは次のとおりである。
- 年降水量：1,600mm[9]
- 年間平均気温：14.1度（1998年）[23]
  - 月最高気温：8月25.7度
  - 月最低気温：1月1.8度

## 植生・生物

### 植生
大河内のうちるり渓では、1932年（昭和7年）に景勝地にしていされてからは保安林となり、樹木の伐採が禁止されている。
- ヒメコマツ
深山（790.5m）、大阪府の剣尾山（784ｍ）、亀岡市東本梅町の半国山（774ｍ）の摂丹三山が取り囲む中央にあるゴミノ木峠（692ｍ）では、ヒメコマツの群生が見られる[9]。
- るり渓谷の紅葉
るり渓谷は、カエデ・ナラ・シデなどの紅葉の見所となっている[24]。
- るり渓谷のツツジ
4月下旬頃、るり渓谷では薄紫色や紅紫色に染まったヤマツツジやミツバツツジが見られる[16]。
- 天狗岩のヒノキ
天狗岩の間にヒノキが生えている。このヒノキは、「森の京都　天上の木　40選」のうちWeb投票による上位10選に選ばれている[25]。
- その他の植生
高原はクマザサの見所になっている。ほかにも、一部にサギソウ・トキソウ・ダイモンジソウが生息している[24]。

### 生物
交雑していない日本固有種のオオサンショウウオ、ヒダサンショウウオ、カワヨシノボリ、ハッチョウトンボなどが生息している。

## 歴史

### 沿革
- 1190年（建久元年）ごろ – 源頼一が村名を湯原村（のちの大河内村）とした[26]。
- 1371年（建徳2年） – 楠正成の弟正末が挙兵するも敗れ、1370年（建徳元年）に湯原村に来住。翌年、故郷の名をとって湯原村を大河内村と改名した[27]。
- 1889年（明治22年） – 町村制の施行により、埴生村・天引村・大河内村・法京村・南八田村・殿谷村の区域をもって西本梅村が発足[28]。大河内は西本梅村の大字名となる。
- 1955年（昭和30年） - 西本梅村が園部町に編入され、大河内は園部町の大字名となる。
- 2006年（平成18年） – 園部町・日吉町・ 美山町・八木町の4町合併による南丹市誕生に伴い、南丹市園部町大河内となる。

### 中世
平安時代中期の949年（天暦3年）ごろに藤原純索（藤原純友の弟）が当地（現在の大河内）を開拓した。1181年（養和元年）、純索の子孫を頼って源頼一（源頼政の弟）が村に入った。1190年（建久元年）ごろ、頼一は大タハノ鳥獣ダハから湯ノ山に移り、村名を湯原村とした。
1370年（建徳元年）、楠木正季（楠正成の弟）が尊恒親王を奉じて挙兵するも敗れ、頼一の子孫を頼って湯原村に入村し、村の長の跡目を相続したという。翌年1371年（建徳2年）に正季の故郷（河内国）の名をとって湯原村を大河内村と改名した。のちに楠氏は、田位井・田井・下村と枝分かれした。
1486年（文明18年）3月3日、地下人が押妨する旨の訴えで、山井景兼（やまのいかげかね）（大神景兼）が相伝で大河内村を知行（所領支配）してきたが一時的に途切れているとし、後小松院の奉書に従い安堵（所領知行の承認）するよう要請した。※景兼は地下笛楽人（雅楽演奏者）で筑前守、父は山井景藤、子に山井景種、景相（詳細不明）がいる。3日の訴えを受けて10日に評議があり、大河内村は丹波重長朝臣が代々知行する場所であると判明した。虚訴した景兼に罪科を計る話になった際に甘露寺親長が「今は楽人が少ないため、許してあげてほしい」という旨の申し出をするが、翌日の11日に景兼は出仕停止になる。

### 近世
1516年（永正13年）12月、山井景通は言上状で、朝恩の所領・大河内村の安堵を求めている。
1532年（天文4年）前後からは高田氏を名乗る家が大河内の楠氏の長となり、田大神社（のちの大山祗神社）の神主や盛昌寺（のちの盛光寺）の世話役などを務めるようになったという。
江戸時代（1603 – 1867年）、丹波国船井郡の村として大河内村がある。1619年（元和5年）に園部藩領となった。村高は元禄郷帳157石余、天保郷帳285石余、旧高旧領取調帳270石余。幕末（1853 – 1868年）、57戸・272人、牛21頭。

### 略年表（近代以降）
- 1871年（明治4年） – 廃藩置県により、園部県を経て京都府の所属に変わる。家数は、1872年（明治5年）55戸、1889年（明治22年）59戸[40]。
- 1875年（明治8年） – 培達校が大河内に開校（保恵館より大河内・法京村が分離独立）[41]
- 1905年（明治38年） – 三宅武彦（船井郡長）と竹内源太郎（西本梅村埴生小学校長）が瑠璃渓と命名[10]
- 1932年（昭和7年） – 渓谷の主要部が国指定の名勝となる[16]。
- 1942年（昭和17年） – 通天湖の建設
- 1949年（昭和24年） – 約20haが京都府立るり渓自然公園に指定される[9]。
- 1959年（昭和34年） – 西本梅小学校の新築移転にともない大河内分校が廃止[42]
- 1964年（昭和39年） – 京都府立自然公園条例に基づき、1949年指定の約20haを改め、約36.29haが京都府立るり渓自然公園に指定される[16]。
- 1965年（昭和40年） – 奥るり渓の総合開発に阪急資本が着手[41]
- 1967年（昭和42年） – 京都府道瑠璃渓公園線（現在京都府道・大阪府道54号園部能勢線）の河内橋の架け替え工事終了[42]
- 1968年（昭和43年） – 大雪。大河内で100cmを超える積雪を記録[41]
- 1970年（昭和45年） – るり渓奥地の深山周辺が航空自衛隊のミサイル基地（地対空ミサイル・ナイキJの発射基地）に内定していることが明らかになる[41][42]。
- 1973年（昭和48年） – 大山祗神社の台風被害による災害復旧工事が完成[42]
- 1975年（昭和50年） – るり渓半国山ハイキングコースを再整備[42]
- 1975年（昭和50年） – るり溪ゴルフクラブの仮オープン（現在の中コースと西コースの18ホール）
- 1975年（昭和50年） – 脇谷林道完成[42]
- 1976年（昭和51年） – るり溪ゴルフクラブの正式オープン（現在の東コースにある9ホールの完成）
- 1980年（昭和55年） – 奥るり渓総合開発基本構想樹立[9]
- 1981年（昭和56年） – サイクリングターミナルこぶし荘が開設（宿泊棟、運動場他）[9]
- 1982年（昭和57年） – るり渓ファミリー牧場がオープン[41]
- 1982年（昭和57年） – 大河内区圃場整備着工[42]
- 1983年（昭和58年） – 勤労者野外活動施設完成（レストラン、テニスコート、ローラスケート場など）[9]
- 1983年（昭和58年） – 京都府立るり渓少年自然の家の設置[43][41]
- 1983年（昭和58年） – るり渓ライフル射撃場・多目的グラウンド造成工事完了[42]
- 1983年（昭和58年） – 大河内簡易水道完成[41]
- 1984年（昭和59年） – るり渓開発や学校給食などを手掛けため、公益財団法人園部町振興公社が園部町の第三セクターとして発足[44]
- 1984年（昭和59年） – 奥るり渓にるり渓いこいの広場が完成[42]
- 1984年（昭和59年） – 野外ステージ完成[9]
- 1985年（昭和60年） – るり渓温泉採掘成功、奥るり渓温泉「こぶし荘」開設[9]
- 1986年（昭和61年） – 奥るり渓に水車小屋完成[42]
- 1987年（昭和62年） – 奥るり渓の野外ステージに屋根が完成[42]
- 1987年（昭和62年） – るり渓少年自然の家に新しいキャンプ場が完成[42]
- 1988年（昭和63年） – 京都府道・大阪府道54号園部能勢線バイパス開通[41]
- 1988年（昭和63年） – 京都国体開催（ライフル射撃会場として施設の整備）[9]
- 1988年（昭和63年） – るり渓フラワーガーデン開設[9]（のちに、るり渓みどりと憩いの公園 → ポテポテパークの順に名称変更）。園庭は、カナダ・ビクトリア市のブッチャート・ガーデンを模した沈床式
- 1989年（平成元年） – 奥るり渓が鳥獣保護区に指定[41]
- 1993年（平成5年） – 京都の自然200選（地形・地質部門）に選定（京都府）[45]
- 1994年（平成6年） – 7世紀バクタプルのパゴダをモデル[46]にしたネパール友好館が完成[9]
- 1996年（平成8年） – 残したい日本の音風景100選に選定（環境庁）[47]
- 1996年（平成8年） – るり渓高原温泉の採掘[9]
- 1998年（平成10年） – こぶし荘リニューアルオープン[41]
- 1999年（平成11年） – 京都府道・大阪府道54号園部能勢線 大河内バイパス開通[41]
- 2000年（平成12年） – るり渓高原温泉が全国89カ所目の国民保養温泉地に指定（環境省）[9][48]
- 2002年（平成14年） – 心と身体の癒しの森「るり渓温泉」開業[9][41]（カトープレジャーグループによる運営[49]）
- 2002年（平成14年） – 京都交通バス癒しの森線の運行開始[41]
- 2006年（平成18年） – 天体観測施設「遊星館」が開設[9]
- 2006年（平成18年） – 零式艦上戦闘機（ゼロ戦）風塗装の飛行機の展示施設が開設[9]。展示された機体は、山口県美祢市秋吉町の秋吉台サファリランド日本歴史博物館にあったT-6G[50]
- 2011年（平成23年） – 京都イルミエールの開催[9]
- 2016年（平成28年） – グランピングサイト「GRAX」の開業[9]
- 2016年（平成28年） – 天狗岩のヒノキが「森の京都　天上の木　10選」に選定（京都府）[51]
- 2016年（平成28年） – 大河内脇谷地区が京都府モデルフォレストに指定。大河内生産森林組合、公益社団法人京都モデルフォレスト協会、南丹市、京都府、高砂熱学工業株式会社が協定に調印[52]。
- 2017年（平成29年） – るり渓温泉リニューアルし、グランピングをコンセプトとした「ランタンテラス」の開設[9]
- 2020年（令和2年） – 野中一二三（第6代園部町長）銅像がるり渓温泉に建立[53]
- 2020年（令和2年） – 炭焼き窯が完成[54]
- 2024年（令和6年） – ゼロ戦研究所にあったゼロ戦風塗装の飛行機を兵庫県在住の個人に譲渡[55]
- 2025年（令和7年） – 源泉所有者の園部町振興公社が、NKP福祉財団に改称。理事長は従来の永塚則昭に、るり渓温泉を運営するカトープレジャーグループの加藤友康（グループ代表）を加えた2人体制になる。NKPは、ナショナル・カインドネス・プロモーションの略[44]
- 2025年（令和7年） – 京都るり渓温泉リニューアルオープン（大浴場・温水プールの全面改装、貸切風呂旅館こぶしを和洋室に改装、屋内外のキッズエリア、散策路、ラウンジの新設、大型遊具の設置など）[56]

## 伝承

### 天狗岩
昔、ある男が琉璃渓谷で炭焼きをしていると、法螺貝の音が聞こえたような気がした。音のした方を見ると、岩の所で天狗が法螺貝を吹いていたので、男は驚いて逃げ帰った。それ以来、その岩を「天狗岩」と呼ぶようになった。ある年の夏、田圃の水が足りなくなったので、村人たちは鳴滝から太鼓を叩いて天狗岩に登り、千束の柴を燃やして一日中拝み続けた。すると鳴滝がゴオーと音を立てて鳴り、雨が降り始めたという。天狗岩は天狗の棲み処で、天狗はいつもこの岩に座っていたとも伝えられている。

### 千秋潭の怪
昔、西本梅村大河内は「怖い所だ」と噂されていた。だが噂を信じない三人の木樵が大河内を訪れ「何が怖いのか」と嘲った。そして彼らが瑠璃渓の千秋潭の畔に辿り着いた時、川上から片方だけの下駄、次いで笏が流れて来た。三人が動じないでいると、今度は蛇の首が流れて来た。それを見た一人はその場で即死し、残りの二人は家まで逃げ帰ったが、間もなく死んでしまったという。

### 国師に化けた鳴滝の古狸
瑠璃渓の畔に住んでいたおとという猟師がある日、猟を終えたあと仲間が鳴滝（るり渓十二勝の鳴漠）まで帰ってくると、法常寺（亀岡市畑野町千ケ畑）の開祖である仏頂国師が平たい石（るり渓十二勝の座禅石）の上で座禅を組んでいた。仲間は気にせず通り過ぎたが、最後尾のおとは国師の両耳がピクピクと動いているのを見て「こいつは妖怪の類だ」と気づいた。そしておとは一旦通り過ぎてから、後ろ向きに国師目がけて銃を撃った。驚いた仲間が振り返った時、石の上には大きな古狸が血を流して倒れていた。

## 世帯数と人口
2023年（令和5年）4月30日現在の世帯数と人口は以下の通りである。
|              | 世帯数 | 人口  |
| ------------ | ------ | ----- |
| 園部町大河内 | 79世帯 | 139人 |

住民基本台帳による人口の推移によれば、2016年（平成28年）から2023年（令和5年）の転入者は85人、転出者は57人となっている。この多くは、るり渓いろは寮やるり渓やぎ農園社員寮などの社員寮入居者による変動である。

### 人口の変遷
以下は、国勢調査による小地域集計が始まった1995年以降の人口の推移。
| 1995年（平成7年）  | 204人 | [ 63 ] |  |
| 2000年（平成12年） | 180人 | [ 64 ] |  |
| 2005年（平成17年） | 175人 | [ 65 ] |  |
| 2010年（平成22年） | 162人 | [ 66 ] |  |
| 2015年（平成27年） | 130人 | [ 67 ] |  |
| 2020年（令和2年）  | 148人 | [ 68 ] |  |

### 世帯数の変遷
以下は、国勢調査による小地域集計が始まった1995年以降の世帯数の推移。
| 1995年（平成7年）  | 65世帯 | [ 63 ] |  |
| 2000年（平成12年） | 56世帯 | [ 64 ] |  |
| 2005年（平成17年） | 66世帯 | [ 65 ] |  |
| 2010年（平成22年） | 63世帯 | [ 66 ] |  |
| 2015年（平成27年） | 60世帯 | [ 67 ] |  |
| 2020年（令和2年）  | 89世帯 | [ 68 ] |  |

## 交通

### 路線バス
- 南丹市営バス
  - ぐるりんバス 西本梅スクール 癒しの森線 - 大河内バス停、大河内公民館前バス停、るり渓橋バス停、るり渓バス停、榎バス停、通天湖バス停、奥るり渓バス停[69]

### 道路
府道
- 京都府道453号大河内口八田線
- 京都府道・大阪府道54号園部能勢線

市道
- 南丹市道大河内るりけい線[70]

主な橋梁
- 癒やしの道（るり渓温泉の駐車場と施設を繋ぐ方向車用連絡通路）
- つうてんばし
- 陰道橋[70]
- 双龍淵の吊橋
- 氷畑橋
- 瑠璃渓橋
- 大河内橋
- かわちはし

### 散策道

#### るり渓遊歩道

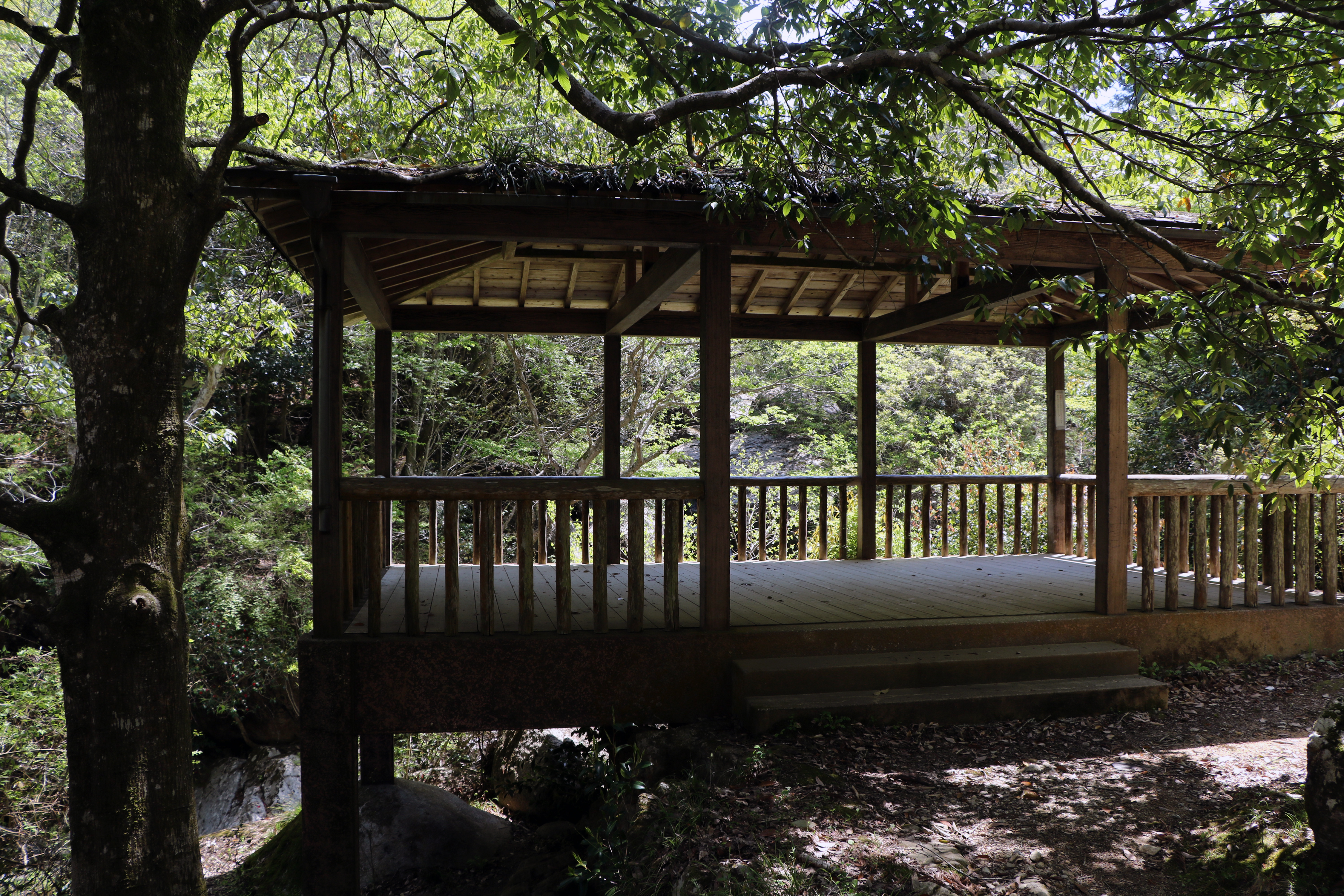
鳴瀑を見下ろす場所に設けられた休憩所。

榎バス停付近から通天湖までの約4km区間に遊歩道が整備されている。双龍淵（そうりゅうえん）近くの吊橋を渡ったところに、バイオトイレと休憩所がある。

#### 近畿自然歩道
- るり渓を訪ねるみち
園部町天引の天引バス停から大河内の奥るり渓バス停までの10.0km区間が、近畿自然歩道るり渓を訪ねるみちに指定されている。
- 半国山を訪ねるみち
奥るり渓バス停から半国山を経由して亀岡市宮前町の宮前バス停までの14.5kmが、近畿自然歩道半国山を訪ねるみちに指定されている。

#### 丹波散策の道
丹波散策の道の総延長約250Kのうち、大河内区間は南八田の佳景坂から奥るり渓を経由して天引（奥山川の谷）に至るまでの約7Kmm。

### 峠などの道
- 小米坂（こごめざか） – 府道54号の渓谷区間にある峠の名称[12]
- 佳景坂（かけいざか） – 府道453号の南八田から大河内に向かう峠の名称。大河内峠とも呼ぶ[12]。
- 登山道 – 深山や掃雲峰に繋がる山道と、半国山の登山道入口の一つがある。

## 教育・保育
保育所・幼稚園など（近隣にある施設）
保育所（公立）
- 南丹市立園部保育所 – 園部町木崎町
- 南丹市立城南保育所 – 園部町城南町

幼稚園（公立）
- 南丹市立園部幼稚園 – 園部町小桜町

幼稚園（私立）
- 聖家族幼稚園 – 園部町美園町。事業者は学校法人聖カタリナ学園

認定こども園（私立）
- 南丹のぞみ園 – 園部町小山東町。事業者は社会福祉法人京都ルーテル会

小学校
- 南丹市立園部小学校 – 略称「園小（えんしょう）」。園部町小桜町

放課後児童クラブ
- 園部たんぽぽ放課後児童クラブ – 園部町小桜町

中学校
- 南丹市立園部中学校  – 略称「園中（えんちゅう）」。園部町横田
- 京都府立園部高等学校・附属中学校 – 略称「付属中」。園部町小桜町

高等学校
公立（口丹通学圏）
- 京都府立園部高等学校 – 略称「園高（えんこう）」。園部町小桜町
- 京都府立農芸高等学校 – 略称「農芸」。園部町南大谷
- 京都府立須知高等学校 – 略称「須高」。京丹波町豊田
- 京都府立北桑田高等学校 – 略称「北校（ほっこう）」。京都市右京区京北
- 京都府立北桑田高等学校美山分校 – 美山町上平屋
- 京都府立南丹高等学校 – 略称「南丹」。亀岡市馬路町
- 京都府立亀岡高等学校 – 略称「亀高」。亀岡市横町

私立（近隣の高校）
- 京都聖カタリナ高等学校 – 園部町美園町

### 学校の歴史

#### 略年表（小学校）
- 1873年（明治6年） – 現在の西本梅地区と東本梅町の範囲を校区に、保恵館が開校する[78]
- 1875年（明治8年） – 保恵館より大河内村と法京村が分離独立し、大河内に培達校が開校[41]
- 1879年（明治12年） – 保恵館より天引村が分離独立し、天引尋常小学校が開校[41]
- 1887年（明治20年） – 倍達校から大河内尋常小学校に改称。保恵館も埴生尋常小学校に改称した[78]
- 1908年（明治41年） – 大河内村、法京村、天引村、埴生村、殿谷村、南八田村を校区に西本梅尋常小学校が開校。大河内尋常小学校は大河内分教場、天引尋常小学校は天引分教場になる[78]
- 1911年（明治44年） – 西本梅尋常小学校は、西本梅尋常高等小学校になる。両分教場は継続[78]
- 1941年（昭和16年） – 西本梅尋常高等小学校は、西本梅国民学校になる。両分教場は継続[78]
- 1947年（昭和22年） – 西本梅国民学校は、西本梅村立西本梅小学校と西本梅中学校になる。小学校の両分教場は継続[78]
- 1955年（昭和30年） – 西本梅小学校は、村立から園部町立になる。両分教場は継続[78]
- 1958年（昭和33年） – 南大谷地区と若森地区が西本梅小学校の校区に編入している[78]
- 1959年（昭和34年） – 西本梅小学校が新築移転し、大河分教場と天引分教場が廃止[78]
- 2006年（平成18年） – 西本梅小学校は、町立から南丹市立西本梅小学校に改称
- 2015年（平成27年） – 西本梅小学校と摩気小学校は、南丹市立園部小学校に統合。大河内の小学生は現在、園部町小桜町にある園部小学校にスクールバスで通学している。

#### 略年表（中学校）
- 1947年（昭和22年） – 西本梅国民学校は、西本梅村立西本梅小学校と西本梅中学校になる[78]
- 1948年（昭和23年） – 西本梅小学校と東本梅小学校は統合し、西本梅村・東本梅村組合立船南中学校が開校。西本梅小と東本梅小の校舎は、それぞれ分教場になる[78]
- 1949（昭和24年） – 船南中学校、摩気村立摩気中学校、船井郡園部町川辺村組合立園部中学校、川辺村立川辺中学校の4校が統合し、園部町四ヵ村組合達園部中学校が開校。船南中学校は、船南教場となる[78]
- 1953年（昭和28年） – 園部町四ヵ村組合達園部中学校は分離し、西本梅村・東本梅村組合立船南中学校と、園部町外一ヵ村組合達園部中学校になる[78]。大河内の校区は、船南中学校
- 1955年（昭和30年） – 西本梅村・東本梅村組合立船南中学校は園部町・東本梅村組合立船南中学校、園部町外一ヵ村組合達園部中学校は園部町立園部中学校に改称[78]
- 1956年（昭和31年） – 園部町・東本梅村組合立船南中学校は、亀岡市・園部町組合立船南中学校に改称[78]
- 1962年（昭和37年） – 亀岡市・園部町組合立船南中学校は園部村立園部中学校は統合し、園部町立園部中学校になる。それぞれの校舎は、船南教場と園部教場として使われる[78]
- 1963年（昭和38年） – 船南と園部の両教場は廃止され、校舎が統一される[78]
- 2006年（平成18年） – 園部中学校は、町立から南丹市立園部中学校に改称。大河内の中学生は現在、園部町横田にある園部中学校にスクールバスで通学している。

## 施設

### 水道関連の施設

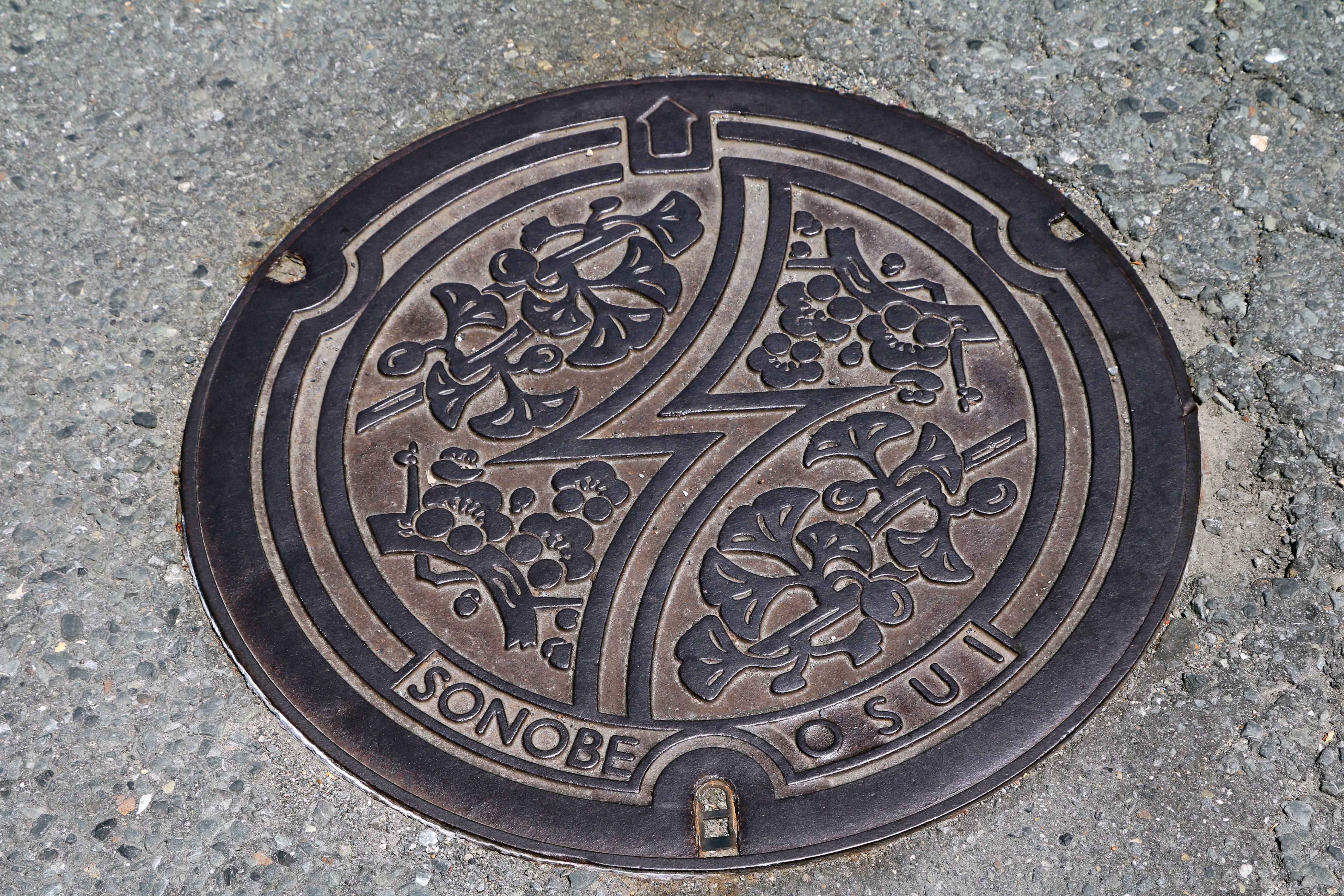
旧園部町内で使われている汚水用マンホール蓋。蓋全面に町章がデザインされ、その中にイチョウ（町の木）とウメ（町の花）が描かれている。

取水施設
- 大河内第3取水工[79]

竣工：1982年（昭和57年）
浄水施設
- 大河内第2浄水場[79]

竣工：1982年（昭和57年）
配水施設
- 大河内低区配水池[79]

竣工：1976年（昭和51年）
- 大河内高区配水池（浄水池）[79]

竣工：1976年（昭和51年）
- 杉ヶ沢配水池[79]

竣工：1977年（昭和52年）
送水施設
- 大河内第1加圧ポンプ場（室）[79]

竣工：2016年（平成28年）
- 大河内第2加圧ポンプ場（室）[79]

竣工：2016年（平成28年）
浄化施設
- 大河内浄化センター[80]

種別：農業集落排水

### 社会教育・レジャーの施設
- 琉雅亭・るり渓観光農園
- 展望デッキ

鳴瀑近くに「名勝瑠璃渓」と刻まれた石碑があり、そこから山に上がったところに展望デッキが設けられている。
- ハミングバード通天湖
- るり渓温泉
  - 本館
  - こぶし荘花あかり
  - GRAX
  - GRAX HANARE
  - 高原BBQ
  - ポテポテパーク
  - ネパール友好館
  - シナスタジオヒルズ
  - ハンモックエリア
  - バギーエリア
  - ベーカリーカフェガーデン
- 京都府立るり渓自然公園
約36.29haが自然公園に指定されている[81]。
  - 特別地域：21.48ha
第1種： 8.10ha
第2種：13.38ha
第3種：なし
  - 普通地域：14.8ha
- 京都府立るり渓少年自然の家（愛称:グリーンパルるり渓）

2024年（令和6年）現在の指定管理者は、グリーンパルるり渓共同事業体（東京海上日動ファシリティーズ株式会社・一般財団法人大阪市青少年活動協会）
- るり溪ゴルフクラブ

1975年（昭和50年）に仮オープンし、翌年に本オープンしたゴルフ場。神奈川県横浜市出身のジョー・アーネスト・クレインによる設計。キャッチコピーは「天空のゴルフ場」。

### その他の施設
- 大河内公民館
- 大河内霊園
- NTT西日本 大河内電話交換所
- るり渓やぎ農園

有限会社るり渓やぎ農園が園部町大河内小米阪で運営する農園
- 炭焼き窯

大河内地域自然エネルギープロジェクトが大河内の炭焼き窯で生産する炭は、映画俳優の大河内傳次郎と漫画鬼滅の刃の主人公で炭焼きを生業としている竈門炭治郎にあやかって「大河内炭次郎」と名付けられている。
- るり渓清流台コミュニティセンター

## 社寺
園部藩が1740年（元文5年）に編纂した寺社類集では、大河内村の社寺に大山祇神社（金峯蔵王権現）および末社6、オンコセ神社、ジンチョ神社、榎山神社・観音堂・竜穏寺末西方山盛光寺・竜穏寺末宝来山大福寺がある。

### 大山祇神社
大山祇神社（おおやまずみじんじゃ）は、大河内溝ノ上にある大河内・杉ヶ沢・法京の氏神の神社。祭神は、金峰蔵王権現（神仏分離で安閑天皇と改めた）、祇園牛頭天王（素戔嗚尊）、熊野三所権現（伊邪那美命）、豊浦大神（尊恒親王）、河内大神（楠正成）の5神、もしくは素戔嗚尊、伊邪那岐命、伊邪那美命の3神とされている。旧社格は指定村社で、式外社。

#### 現在の社名に至るまで
949年（天暦3年）に藤原純索が熊野三所権現を祀ったことに始まり、社名は宰玉山神明社。1181年(養和元年)に源頼一は地名を大タハノ鳥獣ダハと改め、宰玉山神明谷に熊野三所権現と祇園牛頭天王を氏神として祀り、1184年（元暦元年）に社殿を建立した。それ以降、祭神ノ社や一祭ノ社、大タハノ社と呼ばれるようになった。
1374年（文中3年）に楠木正季が現在の社地を定めたといわれている。それから、湯ノ山神社や開明山大社と呼称して産土神社を建立する。1419年（応永26年）、楠氏の子孫で郷士の下村義視と田井義高が本殿を再建し、開明山・田大社と呼ばれるようになった。1426年（応永33年）以降は田大神社と呼ばれた。江戸時代（1603―1868年）には祇園さんなどとも呼ばれていた。
明治に入り西園寺公望が山陰鎮撫使として大河内村に来ることになった。それを受けて村人たちは、社内にあった古文書など一切を焼却した。当時の情勢として、1868年（慶応4年）に政府より「神仏分離令」「神仏判然令」と通称される太政官布告があった。古文書などを焼却したのは、偶像崇拝を廃し本体を御弊とし、皇道の一本としようとする当時の変革を恐れたためとされている。1870年（明治3年）にあった京都府庁からの神名調査（聴取）の際に困り果て、社名を大山祇神社と適当に答えたことから現在の呼称が定着したとされている。祭神に大山祇命の名がないのは、そのためである。

### 愛宕神社

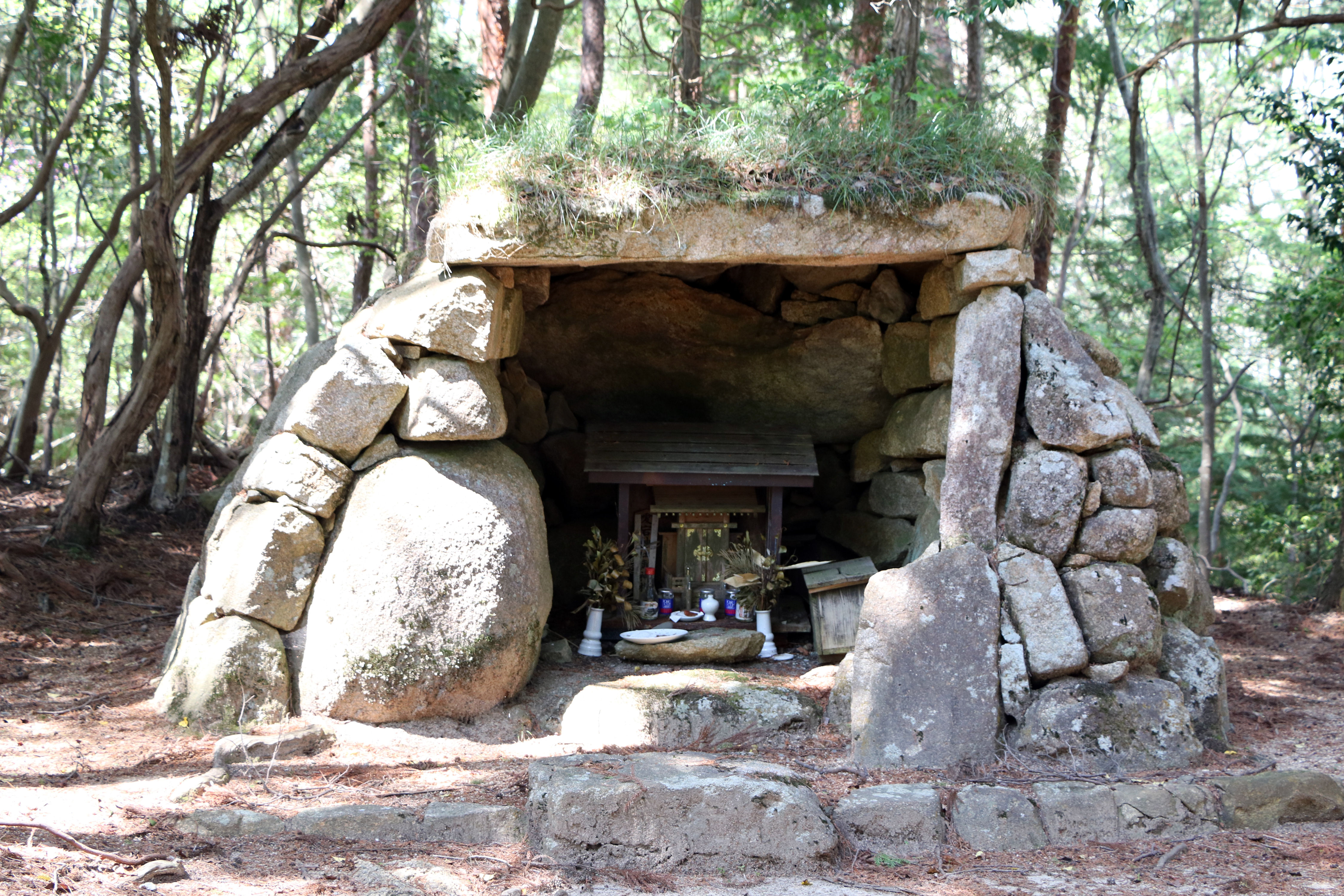
杉ヶ沢の愛宕神社。花崗岩をドーム状に積んだ磐座に鎮座している。

大河内大タワにある愛宕神社は、岩を積んだドーム状の社殿が特徴の神社。使われている岩は花崗岩。杉ヶ沢（昔から呼ばれていた地名）の西側の鳥居を潜って、小さい丘の上にある。8月24日にこの神社を参拝後、愛宕講の当番の家に集まり直会（例祭）をすることになっている。

### 盛光寺
盛光寺は、大河内溝ノ上にある曹洞宗の寺院。大格上人となって諸国を行脚していた源頼一（源頼政の弟）は1181年（養和元年）、藤原氏の末流を頼って村にやってきた。その12年後、1190年（建久元年）に西明山盛昌寺を建立。その後、荒廃していた盛昌寺を下新江村（現在の園部町仁江）の龍穏寺（竜穏寺）八世の鉄船俊良和尚が1667年（寛文7年）に再興し、山号・寺号を西方山盛光寺と改め、竜穏寺の寺末とした。薬医門の横に三界萬霊碑と五重の層塔が建っている。

### 雨宝院（大師堂）
雨宝院は、十一面観世音菩薩が祀られている堂。杉ヶ沢集落の中央高台にある。大和の宮司の子箕倉牧太が僧となり、同院に篭り、近隣の病に悩む人を祈祷して、治療してもらう人が多かったと言われている。

### 瑞専寺
阿龍山瑞専寺（ありゆうさんずいせんじ）は、大河内小米阪にある在来宗派に属さない単立の寺院の本山。大阪府、兵庫県、愛知県、福岡県に別院がある。これまで霊園開発などの事業を展開し、各地で訴訟が起きている。2011年（平成23年）に再生法適用申請。建築家山口隆の作品「White Temple」が境内にある。

### その他の社寺など

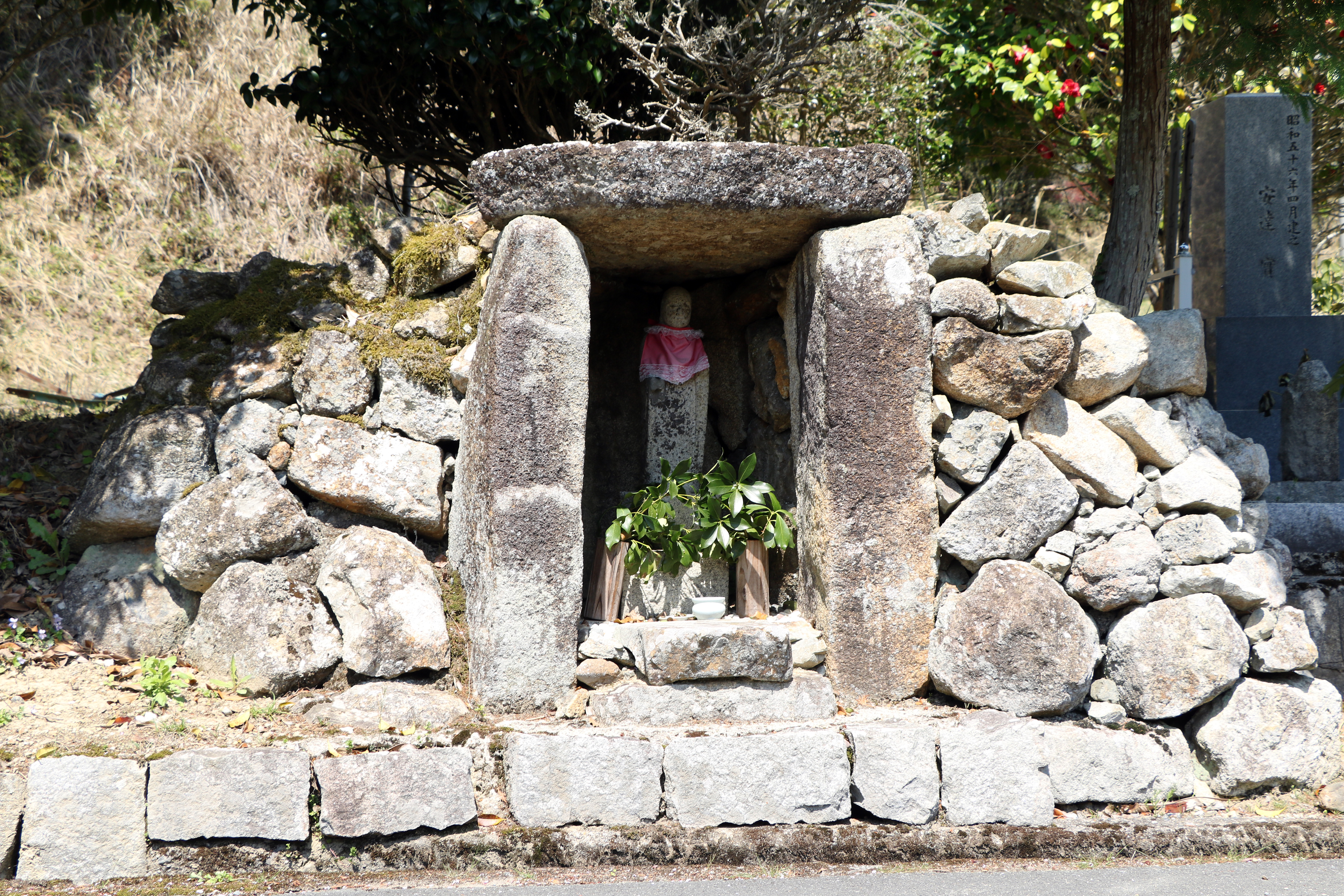
杉ヶ沢の入口にある地蔵尊。

- 雨乞い地蔵

- 熊野権現磐祠

## 史跡
- 旧大河内分教場跡
大河内にあった分教場の跡地。1875年（明治8年）、大河内と法京の2区が倍達校（のちの大河内分教場）を設立した。大山祇神社鳥居下（現在の大河内霊園の西側）に、分教場にあったヤマザクラが現存している。

## 記念物

### 文化記念物（文化財）
建造物
- 大山祇神社本殿　附　型板12枚 – 1958年（昭和33年）5月14日、国指定文化財

本殿は、1419年（応永26年）に下村義視と田井義高によって建築されたもの。一間社流造、杮葺で、銅板葺の覆屋に囲まれている。

### 天然記念物
両生類
- オオサンショウウオ – 京都府カテゴリー絶滅危惧種、特別天然記念物
- アカハライモリ – 京都府カテゴリー要注目種

地形
- 瑠璃渓（渓谷・滝および滝壷）10ha – 京都府カテゴリー要継続保護、国指定史跡名勝天然記念物（1932年（昭和7年）10月19日に指定）
- 深山（小起伏地形）

地質
- 流紋岩・球果状流紋岩（火成岩、有馬層群、白亜紀） – 京都府カテゴリー要注意カテゴリー
- 剣尾花崗岩（火成岩、深成岩、白亜紀） – 京都府カテゴリー要注意
- ガーネット珪酸塩（鉱物、白亜紀）
- 溶結凝灰岩・火山豆石（堆積岩、有馬層群、白亜紀）

## るり渓温泉
るり渓温泉には、成分にラドンを含む源泉がある。るり渓にある源泉は2ヵ所で、それぞれ「奥るり渓温泉（るり渓フラワー温泉）」「るり渓高原温泉」と名付けられている。
| 源泉名         | 温度   | 湧出量  | 泉質                                        | 湧出状況 | 所有者                  |
| -------------- | ------ | ------- | ------------------------------------------- | -------- | ----------------------- |
| 奥るり渓温泉   | 14.2度 | 114L/分 | 単純弱放射能冷鉱泉 （低張性中性冷鉱泉）     | 動力揚湯 | 公益財団法人NKP福祉財団 |
| るり渓高原温泉 | 23.0度 | 169L/分 | 単純放射能冷鉱泉 （低張性アルカリ性冷温泉） | 動力揚湯 | 公益財団法人NKP福祉財団 |

## 別荘地
大河内には、るり渓清流台（せせらぎの森）という別荘地帯がある。別荘オーナーおよび管理会社による自治管理エリアで、大河内区（自治組織）とは関わりがない。道路や水道についても民間の管理となっている。ただし、火災などに関しては、消防団が出動するなどの関わりがある。
清流台は、「京都の軽井沢」や「関西の軽井沢」と言われ、1972年（昭和47年）頃に開発された。開発業者所有のプールやこれから作るという温泉の無料利用特典をうたい販売してきたが、開発業者は倒産。管理を引き継いだとする会社も倒産。その後の管理を引き継いできた業者者も、別荘所有者と管理費などについて度々トラブルになっている。
清流台には、これまでの管理者と思われる複数の会社名（ZKR環境管理株式会社、株式会社ケイ・アール・ジー、KRGランド株式会社、シニアメンバーズ株式会社、KRG共益施設・維持管理株式会社、HABITAまちづくり株式会社、KRGホーム株式会社、KRG管理センター株式会社）（いわゆる旧KRGグループの会社）の看板が設置されている。
KRGグループは､全国の立ち行かなくなった分譲地の道路･水道･排水路等など購入して、分譲地内の所有者から管理費を得ることを業とする企業である。

## 漁業権
大河内区内は、大堰川漁業協同組合の漁業権（第5種共同漁業権）の区域となっている。通天湖での釣りも、2003年（平成15年）1月6日より大堰川漁協の許可が必要となっている。

## その他

### 組織
- るり渓観光協会
南丹市観光協会連絡会に加盟。
- 大河内生産森林組合
所有する山林（20ha）の一部を発電機設置用地として組合員に貸し出し、2014年（平成26年）6月に太陽光パネルが設置された。
- 大河内地域自然エネルギープロジェクト（略称はOEP）
- るり渓 森のガイドの会

### 主な商店
- 琉雅亭・るり渓観光農園
- るり渓の里農林産物直売所
- ハミングバード通天湖
- りんご村

### るり渓小唄・続るり渓小唄
るり渓谷小唄は「春は桜の るり渓道中ヨー」で歌い出される小唄。続るり渓小唄の歌い出しは「空はかすみのうすむらさきにヨー」。両小唄は1946～1947年頃の作成で、共に作詞：小畠秀夫、作曲：奥村行雄、振付：若柳吉里頼。

### 雨乞い

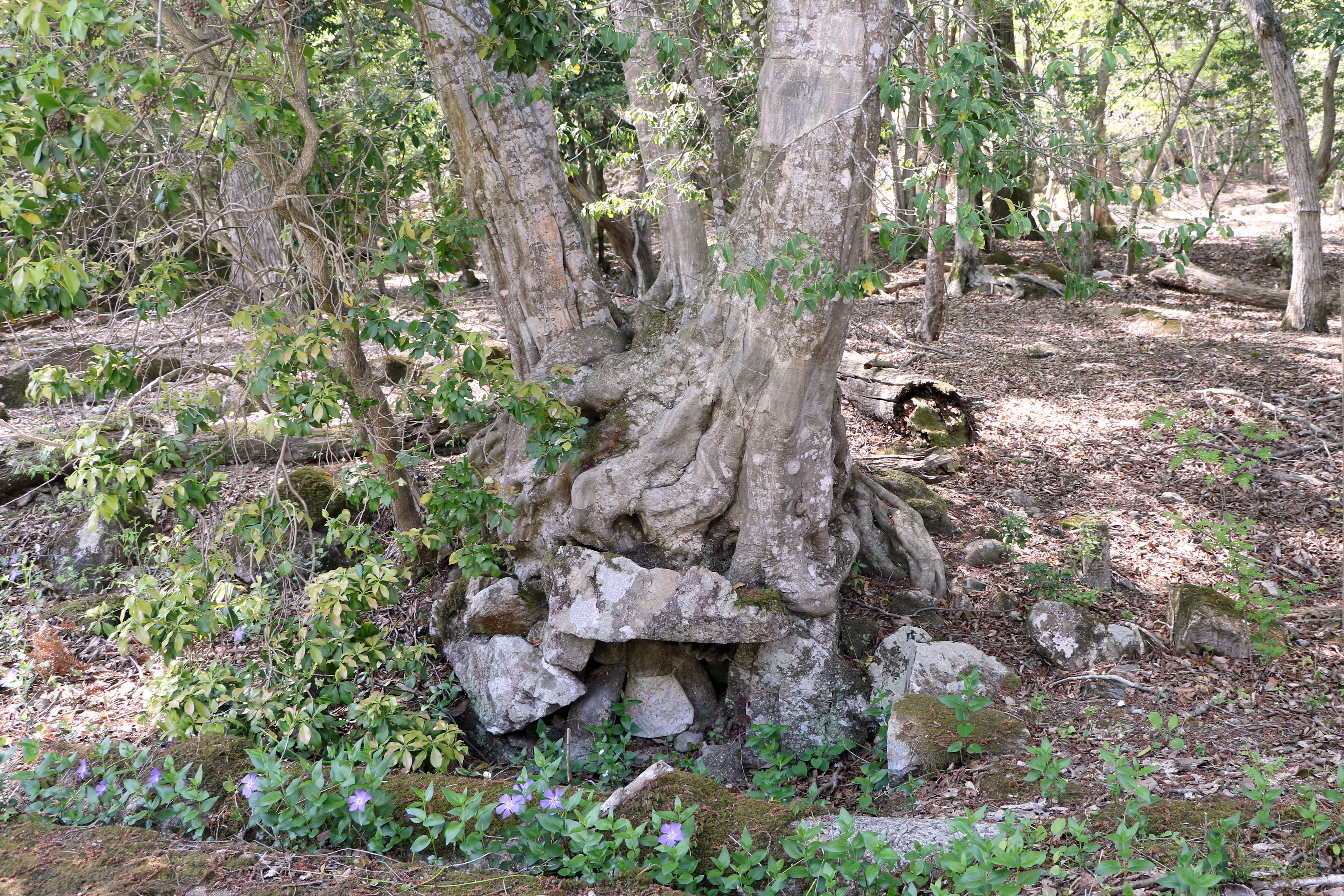
鳴瀑の近く石室に鎮座する雨乞地蔵。ケヤキ、タカノツメ、ソヨゴ、ネジキが石室の上で絡み合って伸びている。2025年4月26日撮影。

1585年（天正13年）はひどい旱魃が続き、大河内で農作物・家畜・漁業等に大きな被害がでた。千束柴を作りその頂で天高く積み上げ、お神酒を供え、柴を燃やし般若心経を唱えて雨乞祈祷をしたという。
- 大河内雨乞祈祷の手順

次の手順で雨乞いをすると、鳴滝が「ゴオー」と音をたてて鳴り、慈雨が降りはじめたという。
1 – 雨乞の日取りが決まれば、全戸各1名が仕事着で身を固めて鎌・ナタ・のこぎりなどといった道具を持って、当日の午後に鳴滝の前に集合する。
2 – 雨乞い地蔵の頭を固く縛り、鳴瀑の滝壺に沈め、「雨を降らせてほしい」「叶えて下さればすぐに元にお返しいたします」と唱えてお願いする。
3 – それから一行は太鼓をたたきながら高さ700ｍの頂にある天狗岩まで登る。
4 – 岩山山頂一帯の下草芝刈りをし、周りの雑木を切り千束柴の薪づくりをする。
5 – 薪を高く井形に積み上げ、祈りながら点火する。
6 – 燃え上がった千束柴の火を取り囲み、「お天とうさま、どうか雨を降らしたまわれ」と天に向かって大声でお願いする。祈祷は火が鎮火するまで一日中続ける。

### カブトムシ広場
るり渓温泉（カトープレジャーグループ）、南丹市にある2つの特定非営利活動法人、カブトムシ愛好家市民の4者協働で組織されたるり渓ビートルアトラクション実行委員会がはじめた取り組みが走りとなり、ポテポレパーク内にカブトムシ広場が設けられた。

### 大河内が舞台・ロケ地の作品
- 音楽PV「夏の恋はいつもドラマティック」（発売：2021年、SARD UNDERGROUND）
撮影地：るり渓温泉ポテポテパーク[106]
- 映画「ヴィレッジ」（公開：2023年、監督：藤井道人）
撮影地：琉雅亭[107]

### 公衆トイレ
大河内には、公衆トイレが3ヵ所ある。京都府道・大阪府道54号園部能勢線沿いの2ヵ所（琉雅亭向いと、通天湖向い。駐車場あり）と、るり渓遊歩道にあるバイオトイレ。

### AEDの設置場所
大河内にある自動体外式除細動器（AED）の設置場所は次の通り。
- るり渓少年自然の家1階事務室入口前
- るり渓温泉
- るり渓温泉こぶし荘花あかり
- GRAX京都るり渓